# B Grupa 2014/15
Die B Grupa 2014/15 war die 66. Saison der zweithöchsten bulgarischen Fußballspielklasse. Die Saison startete am 2. August 2014 und endete am 31. Mai 2015.

## Spielmodus
Die Anzahl der Mannschaften wurde gegenüber dem Vorjahr um zwei Vereine von 14 auf 16 erhöht. Jedes Team spielt zweimal gegen jedes andere Team, einmal zu Hause, einmal auswärts. Bei Punktgleichheit entscheidet der direkte Vergleich. Die beiden Erstplatzierten stiegen direkt in die A Grupa auf. Die Vereine auf den vier letzten Plätzen stiegen in die dritte Liga ab.
Aufgrund der Veränderung der Anzahl der Vereine in der A Grupa für diese Saison (von 14 auf 12) sollten vier Mannschaften in die B Grupa absteigen. Da die Vereine FK Neftochimik, FC Pirin Goze Deltschew und FC Ljubimez 2007 keine Lizenz erhielten, gab es mit Tschernomorez Burgas nur einen Absteiger in die B Grupa.

## Mannschaften
| Mannschaft        | Trainer              |
| ----------------- | -------------------- |
| Tschernomorez     | Nedeltscho Matuschew |
| FC Burgas         | Angel Stojkow        |
| Pirin             | Iwo Trentschew       |
| Bansko            | Aleksandar Tomasch   |
| Botew Galabowo    | Mitko Kotsinov       |
| Botew Wraza       | Adalbert Safirow     |
| Dobrudscha        | Dimcho Nenov         |
| Lok Gorna         | Sasho Angelov        |
| Lok Mesdra        | Ivan Redovski        |
| PFK Montana       | Ferario Spasov       |
| Pirin Raslog      | Dimitar Sokolov      |
| Rakowski 2001     | Krasimir Manolov     |
| Septemwri Simitli | Spas Stoimenov       |
| FC Sosopol        | Rumen Dimov          |
| Spartak Warna     | Marian Pane          |
| FC Wereja         | Zhivko Zhelev        |

## Stadien
| Team          | Stadt             | Stadion       | Kapazität |
| ------------- | ----------------- | ------------- | --------- |
| Tschernomorez | Burgas            | Lazur         | 18.0370   |
| FC Burgas     | Burgas            | Balgarowo     | 3.000     |
| Pirin         | Blagoewgrad       | Hristo Botev  | 11.0000   |
| Bansko        | Bansko            | St. Peter     | 3.000     |
| Botew         | Galabowo          | Energetik     | 3.000     |
| Botew         | Wraza             | Hristo Botew  | 32.0000   |
| Dobrudscha    | Dobritsch         | Druschba      | 12.5000   |
| Lokomotive    | Gorna Orjachowiza | Lokomotiv     | 12.0000   |
| Lokomotive    | Mesdra            | Lokomotiv     | 5.000     |
| PFK Montana   | Montana           | Ogosta        | 8.000     |
| Pirin         | Raslog            | Pirin         | 2.000     |
| Rakowski 2001 | Rakowski          | Legia         | 3.000     |
| Septemwri     | Simitli           | Struma        | 8.000     |
| FC Sosopol    | Sosopol           | Arena Sosopol | 3.000     |
| Spartak       | Warna             | Spartak       | 8.000     |
| Wereja        | Stara Sagora      | Trace Arena   | 1.000     |

## Abschlusstabelle
| Pl. | Verein                      | Sp. | S  | U  | N  | Tore    | Diff. | Punkte |
| --- | --------------------------- | --- | -- | -- | -- | ------- | ----- | ------ |
| 1.  | PFK Montana                 | 30  | 25 | 3  | 2  | 072:160 | +56   | 78     |
| 2.  | Pirin Blagoewgrad (N)       | 30  | 17 | 10 | 3  | 052:150 | +37   | 61     |
| 3.  | Lok Gorna Orjachowiza (N)   | 30  | 18 | 5  | 7  | 060:340 | +26   | 59     |
| 4.  | FC Bansko                   | 30  | 14 | 11 | 5  | 038:180 | +20   | 53     |
| 5.  | PFC Dobrudscha Dobritsch    | 30  | 13 | 7  | 10 | 041:280 | +13   | 46     |
| 6.  | FC Sosopol (N)              | 30  | 12 | 10 | 8  | 039:250 | +14   | 46     |
| 7.  | FC Burgas (N)               | 30  | 11 | 10 | 9  | 034:300 | +4    | 43     |
| 8.  | FC Botew Galabowo           | 30  | 11 | 9  | 10 | 035:400 | −5    | 42     |
| 9.  | Lokomotive Mesdra (N)       | 30  | 12 | 5  | 13 | 043:410 | +2    | 41     |
| 10. | FC Pirin Raslog             | 30  | 10 | 10 | 10 | 033:380 | −5    | 40     |
| 11. | FC Wereja Stara Sagora (N)  | 30  | 9  | 10 | 11 | 025:240 | +1    | 37     |
| 12. | Septemwri Simitli (N)       | 30  | 11 | 3  | 16 | 030:470 | −17   | 36     |
| 13. | FC Botew Wraza              | 30  | 8  | 5  | 17 | 026:430 | −17   | 29     |
| 14. | FC Tschernomorez Burgas (A) | 30  | 7  | 7  | 16 | 025:400 | −15   | 28     |
| 15. | FC Rakowski 2001 1          | 29  | 6  | 1  | 22 | 025:710 | −46   | 19     |
| 16. | Spartak Warna 2             | 29  | 2  | 0  | 27 | 009:770 | −68   | 06     |

Platzierungskriterien: 1. Punkte – 2. Direkter Vergleich (Punkte, Tordifferenz, geschossene Tore) – 3. Tordifferenz – 4. geschossene Tore

| (A) | Absteiger aus der A Grupa  |
| (N) | Aufsteiger aus der W Grupa |